# Webnode
Webnode es un sistema de creación de páginas web en línea desarrollado por Westcom s.r.o. La compañía tiene su centro de operaciones en Brno, República Checa. Su sistema puede compararse al de otros sistemas en línea como ecoweb o Weebly.
Ofrece un herramienta de diseño web que permite a sus usuarios crear una página web utilizando la tecnología de arrastrar y soltar elementos como blogs, foros, foto galerías, vídeos, encuestas, widgets, etc.
En referencia a los correos electrónicos tiene ciertas carencias ya que el almacenamiento que ofrecen es muy limitado y no permite el envío de respuestas automáticas.

## Historia de Webnode
Westcom, Ltd. comenzó con el desarrollo de Webnode en septiembre de 2006, lanzándolo al público en enero de 2008.
La compañía desarrolladora, Westcom, comenzó originalmente en 2002 a crear aplicaciones para empresas desarrollando un sistema que pudiera facilitar a sus programadores el lanzar, modificar y crear nuevas páginas web. A través del conocido sistema framework se desarrolló la idea de crear un constructor de páginas web para usuarios que no tuvieran conocimientos técnicos avanzados.
El sistema comenzó su andadura en su versión en checo. Meses más tarde fue lanzada en eslovaco (junio de 2008), para acabar su primer año contando con más de 200.000 usuarios en más de 80 países, incluyendo Estados Unidos, España y China. Dos años después, en 2010, el número de usuarios de la plataforma había superado los 2.000.000 y el sistema ya estaba traducido a 12 idiomas. En abril de 2013 se confirmaban nuevos datos. Superando la cifra de los 10.000.000 de usuarios  y el lanzamiento de la versión en catalán (contando ya con 23 versiones).
En septiembre de 2013 anunciaron el lanzamiento de plantillas web optimizadas para la navegación desde versiones móviles (teléfonos inteligentes y tabletas), dando la posibilidad a los administradores de las páginas web de elegir la plantilla que visualizarán sus visitantes.
En octubre de 2014 lanza una infografía a los medios anunciando que cuenta con más de 15 millones de usuarios y desde abril de 2015 anuncia en su propio portal que la cifra ha alcanzado ya los 18 millones de usuarios en todo el mundo.
Por otro lado, cabe mencionar que durante los últimos años Webnode AG ha ayudado a otras Startups online a salir al mercado trabajando como inversor y socio estratégico. Dentro de ellas, destacan: Survio - creador de encuestas en línea gratuitas - y Reservio - Gestor de reservas online gratuito.
Al finalizar el año 2015 Webnode lanza su versión 2.0 para una selección de países como España, Inglaterra y Francia. En febrero de 2016 Webnode incorpora su versión 2.0 en el resto de países.
Desde octubre de 2017 Webnode anuncia en su propio portal que ha alcanzado 40 millones de usuarios.

## Características
Webnode es un creador de páginas web en línea que utiliza la tecnología arrastrar y soltar, permitiendo la creación de páginas web, blogs y tiendas en línea.
El sistema funciona en los principales navegadores de Internet, tales como Internet Explorer, Mozilla Firefox, Google Chrome, Apple Safari y Opera y no requiere instalación alguna.
Una función que también cabe mencionar es la posibilidad de crear y editar la página web desde un teléfono inteligente (también conocido como smartphone) con conexión a Internet.
En su versión 2.0 esta plataforma permite incluir vídeos de fondo, formularios, páginas protegidas bajo un sistema de usuario/contraseña, widgets externos mediante código html y contenido en múltiples formatos.

## Servicios
El sistema se ofrece a sus usuarios bajo el modelo de negocio Freemium. Ofreciendo un servicio básico gratuito, con la posibilidad de obtener un paquete premium que ofrezca más espacio de almacenamiento, tráfico u otras opciones más avanzadas.

## Premios
Ganador categoría plata en la competición de Startup LeWeb´08 en París.